# Cave Dweller
Cave Dweller ist eine 2019 von Adam R. Bryant gegründete Neofolk-Band.

## Geschichte
Cave Dweller entstand 2019 als Nebenprojekt zur Dark-Ambient-Band Pando. Anders als Pando unterhält Adam R. Bryant Cave Dweller allein. Cave Dweller richtet sich konzeptionell auf „Introspektion und Introversion“. Als musikalisches und poetisches Experiment angelegt befasst sich Bryant unter dem Projektnamen Cave Dweller mit Einsamkeit und psychischen Krankheiten. Dabei ist die Inspiration in und aus der Natur ein wichtiger Faktor der kreativen Arbeit mit Cave Dweller. „Die Stücke werden auf unterschiedliche Weise aufgenommen und abgemischt, wobei verschiedene Medien und Techniken zum Einsatz kommen, darunter einfaches Smartphone-Tracking, digitale und analoge Bandaufnahmemethoden sowie Feldaufnahmen an Orten von persönlicher Bedeutung.“
Mit dem Album Walter Goodman (Or the Empty Cabin in the Woods) debütierte Cave Dweller am 29. November 2019 als Musikdownload im Selbstverlag und am 23. September 2020 über Aesthetic Death Records als physischer Tonträger. Der Titelgebende Walter Goodman sei ein Vorfahre Bryants gewesen. Diesem folge Bryant „mit der Akustikgitarre […] in eine Hütte, die dieser bewohnte.“ Im Zuge der Erzählung des Albums kommt es sodann zum Mord an der Geliebten Goodmans und seinem Suizid. Dieser Horrortrip wirke in Analogie zu Henry David Thoreau wie die Konfrontation „mit dem düsteren Realen der eigenen Seele in der Natur“ und so erscheine die Musik als Läuterung des Musikers selbst. Das Album wurde mitunter für eine „sinnliche Atmosphäre“ hoch gelobt. Die inhaltliche Tiefe könne dabei über eine längere Zeit erschlossen und erarbeitet werden. Derweil Musik und Texte von Beginn an eine tiefe Emotionalität transportieren würden: „Keine Verzweiflung, sondern nachdenkliche Traurigkeit, die von Hoffnung durchdrungen ist - ob diese Hoffnung nun verloren ist oder nicht.“
Am 22. Mai 2021 veröffentlichte Cave Dweller die Download-EP Between Worlds, die Material enthielt das nicht zum Album Walter Goodman (Or the Empty Cabin in the Woods) passte, sowie ein Stück, das als Vorankündigung für kommende Veröffentlichungen und Hinweis auf den laufenden Arbeitsprozess gedacht war. Mit Invocations folgte am 4. November 2022 erneut über Aesthetic Death der zweite physische Tonträger des Projektes. Bryant setzte auf dem Album sein grundlegendes Konzept der Introspektion und Introversion fort, verzichtete allerdings auf eine Rahmenhandlung. Invocations wurde anstelle dessen über mehrere Monate in unterschiedlichen Situationen mit variierenden Instrumenten eingespielt. Im Begleitheft erläuterte Bryant hinzukommend zu allen Stücken die Gegebenheiten, Ideen und genutzten Materialien. Das Album wurde erneut besonders positiv angenommen und als ein Melancholie durchdrungener „Urlaub für alle Sinne“ und ein „kryptisches, mysteriöses und auffallend lebendiges Album, das man sich unbedingt anhören sollte“ gelobt.

## Stil
Die Musik von Cave Dweller wird auf unterschiedliche Weise aufgenommen und abgemischt. Dabei werden diverse Medien und Techniken genutzt. Smartphone-Tracking, digitale und analoge Tonbandaufnahmen sowie „Field Recording an Orten von persönlicher Bedeutung“ sind Teil des grundlegenden Repertoires. Field-Recording-Klänge aus der Natur werden mit Loops von Aufnahmen alter und teils verfallener Instrumente gepaart. Hinzu kommen „Poesie, Neofolk, Industrial, Jazz und Americana“.
Das „obskure, dunkle [und] introspektive“ musikalische Ergebnis erweise sich als Variante eines introvertierten Hybrid aus Americana und Neofolk. Eine Spektrum in dem US-amerikanischen Post-Metal- und Post-Industrial-Musiker häufig agieren. Dem Folk zugeordnet wird dabei, dass Bryant vornehmlich Akustikgitarre spielt und dazu singt und spricht. Als Elemente des Post-Industrial werden elektronische Verfremdungen, Loops und Störfrequenzen ausgemacht. Manche der Stücke weisen hinzukommend Schreie und Elemente des Noise-Rock und Black Metal auf.

## Diskografie
- 2020: Walter Goodman (Or the Empty Cabin in the Woods) (Album, Aesthetic Death)
- 2021: Between Worlds (Download-EP, Selbstverlag)
- 2022: Invocations (Album, Aesthetic Death)